# Біотероризм

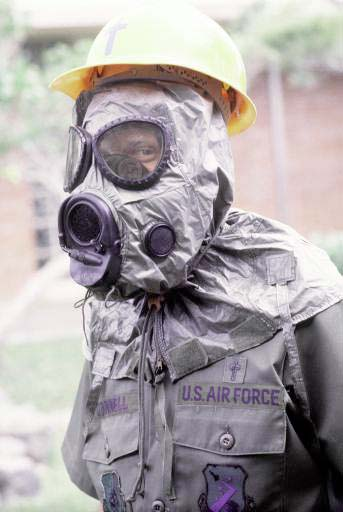
Маска і капюшон для ядерної, біологічної та хімічної війни M-17

Біотероризм — тип тероризму, який визначається як незаконне використання біологічних засобів проти людей з метою примусового втручання чи залякування уряду, цивільного населення або будь-якої його частини для досягнення особистих, політичних, соціальних або релігійних цілей. Агентом руйнування є мікроорганізми, бактерії (рикетсії), гриби, токсини, що виробляються деякими мікроорганізмами, а також рослинні отрути. Часто вищезазначені заходи додатково змінюються для того, щоб становити ще більшу загрозу здоров'ю та життю людей, тварин і рослин. Патогенні мікроби можуть передаватися за допомогою ракет, авіабомб, контейнерів або листів. Розповсюдженню шкідливих речовин також сприяють раніше інфіковані природні носії — комахи: блохи, напівтвердокрилі, одягові воші, мухи, комарі та павукоподібні: кліщі. Вони можуть передавати мікроорганізми безпосередньо людям, воді або їжі. Асимптоматичні носії даної інфекційної хвороби здатні легко пересуватися на великі відстані.

## Поділ небезпечних біологічних чинників
Дослідники з Центру контролю захворювань (Центри з контролю та профілактики захворювань в США — CDC) поділили небезпечні чинники на 3 категорії:

- Категорія А — це найвищі пріоритетні патогени, що характеризуються простотою поширення, і тим самим викликають високу смертність, що накладає обов'язок особливого захисту. Ці мікроорганізми викликають такі захворювання: сибірська виразка, ботулізм, туляремія, чума, гарячка Ласса, численні геморагічні гарячки, віспа.
- Категорія B — першочергові патогени другого порядку, помірковано поширені, помірна захворюваність і смертність, але вимагають підвищеного нагляду. Мікроби цієї групи викликають такі захворювання, як: бруцельоз, сап, меліоїдоз, Ку-гарячка, плямиста гарячка, черевний тиф, кокцидіоїдомікоз, енцефаліт.
- Категорія C — це найбільш пріоритетні фактори третього порядку, до яких відносяться новоутворені патогени, які можуть піддаватися маніпуляціям у сфері генетичної інженерії для масового поширення. Вони в основному легко доступні і легко поширюються, і тому можуть викликати високу захворюваність і смертність[3].

## Особливості небезпечних біологічних чинників[4]
- висока смертність (наприклад, сибірка близько 80 %, хвороба вірусу Ебола близько 76 %);
- легкість отримання і масове виробництво;
- низькомолекулярна полегшуюча дисперсія (1-5 мм) у вигляді аерозолю;
- можливість інфікування шляхом безпосереднього контакту;
- відсутність ефективного лікування;
- відсутність вакцин.

## Біотерористична загроза
Біотерористичні атаки важко виявити, тому що мікроорганізми легко сховати і транспортувати, а навіть невелика їх кількість є небезпечною і ефективною. Це засоби, які можна легко розпилювати в громадських місцях: театрі, метро, спортивному залі. Це не проблема забруднення води у водопроводах або харчових продуктах на фабриках. Також легко розпилювати їх з високих будівель або мостів. У той же час, протягом кількох днів секретності терорист може відійти від місця злочину. Тому проблема «невидимості» потенційного супротивника зростає, і цей біотероризм, здається, краще перевіряється серед менших терористичних груп, що також є великою проблемою для антитерористичних груп, які борються з цим явищем..
Рідкісне використання біологічної зброї на сьогоднішній день пов'язане з кількома причинами. Багато потенційних біотерористів не мають знань і технічних можливостей, необхідних для його виробництва. Одним з обмежень є загроза самому зловмиснику, оскільки біологічна зброя є двосічною зброєю. Оскільки «вивільнення» мікробів по території, що піддається нападу, контролюється і контролюється ними. Як терористичні організації, так і національні уряди неохоче використовують біологічні агенти, оскільки вони непередбачувані. У результаті мутацій зміцнюються або послаблюються ознаки, що становлять вірулентність вірусів або бактерій. Нові властивості патогенів можуть кардинально відрізнятися від передбачуваних на момент нападу. Крім цих аспектів, важливим елементом є моральна відраза до використання біологічної зброї. Існує велика ймовірність того, що страждання, спричинені нею, та її непридатні дії перешкоджають використанню терористами. Наслідки використання біологічної зброї могли б назавжди відігнати суспільство від причини, яка спричинила напад.